# Personagem

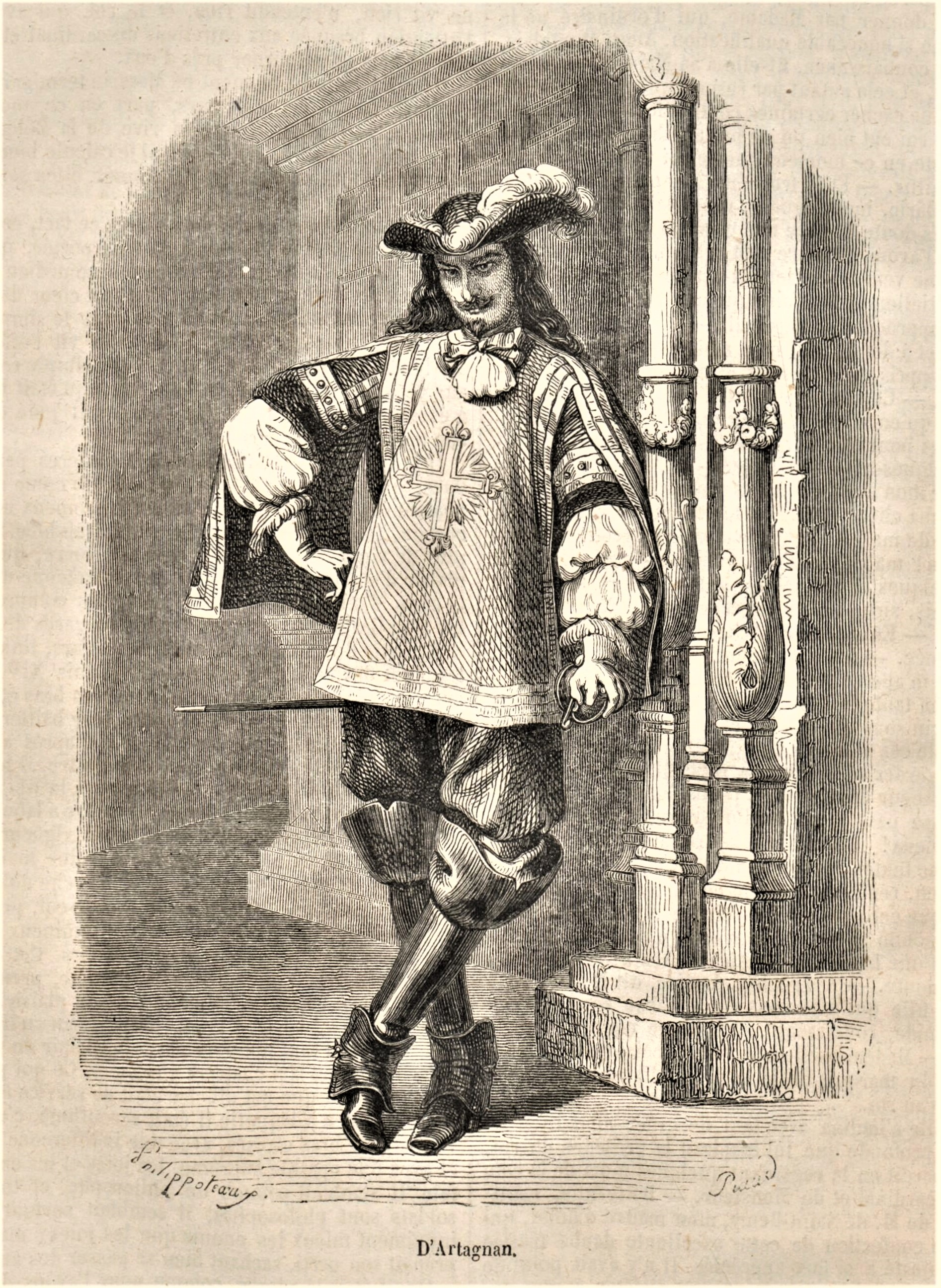
D'Artagnan dos Três Mosqueteiros, ilustração por d'Antoine-Alphée Piaud, 1852.

Um personagem literário ou figura literária é um personagem fictício em um texto literário. Os personagens literários são definidos por suas características, que pode ser feita de diversas formas dentro do texto. O personagem é o primeiro revelador de uma época e de uma sociedade, pois apresenta características notáveis daquela era. O papel do personagem literário mudou à medida que a literatura e a sociedade se desenvolveram.
Personagens literários famosos incluem o mosqueteiro d'Artagnan, Odisseu e Harry Potter.

## Criação de personagens literários
As figuras literárias podem ser estáticas ou dinâmicas, ou seja, podem se desenvolver dentro do texto e mudar suas características ou não. Eles também podem ter diferentes graus de complexidade. No decorrer da história literária, diferentes tipos de personagens têm sido preferidos, dependendo da respectiva estética. A forma de figura mais abstrata e menos complexa é a alegoria ou personificação, que desempenha um papel importante na literatura medieval e, como figura literária, incorpora um conceito abstrato. Um pouco mais complexo é o tipo, uma figura menos abstrata que tem características fixas e aparece em mais de uma obra. Tais tipos apareceram em todas as épocas literárias desde os tempos antigos. Com algumas exceções, figuras individuais e complexamente caracterizadas só apareceram na história literária desde o Iluminismo. Desde a era moderna, novas tendências à abstração têm sido discerníveis, privando parcialmente as figuras literárias de sua coerência psicológica ou reduzindo-as a clichês e cifras.

## Tipos de personagens literários

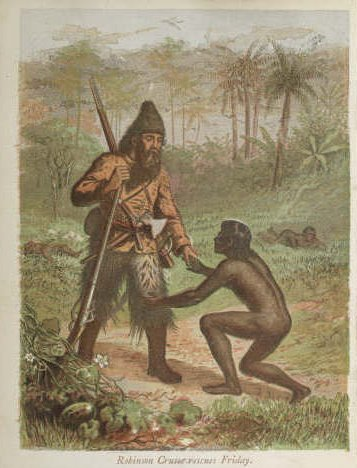
Robinson Crusoé e Sexta-Feira como exemplos de personagens literários famosos. Uma ilustração da edição de 1868 do romance de Daniel Defoe.

### Personagens principais, secundários e episódicos
Tendo em vista seu papel em termos de enredo, há personagens principais, secundários e, às vezes, episódicos.
- Os personagens principais são aquelas figuras literárias que são mais importantes para o desenvolvimento da trama e a divulgação completa do projeto artístico e conceitual do autor. São protagonistas (esforçando-se para conseguir algo) e antagonistas (protagonistas opostos) – essas são as expressões dos dois pontos de vista opostos, em cujo conflito está a conexão da obra.
- Personagens secundários – têm um papel coadjuvante na trama da obra. Suas personagens complementam ou contrastam com os personagens principais, de modo a criar condições para que as ideias do autor se destaquem ainda mais claramente.

### Personagens líricos, épicos, dramáticos
Dependendo do gênero literário, eles diferem:
- Um personagem lírico é uma imagem central na poesia de um poeta ou em uma obra lírica. Através do personagem lírico, o poeta frequentemente expressa suas próprias experiências e emoções.
- Um personagem dramático é uma força motriz em uma obra dramática (tragédia, comédia, teatro).
- Um herói épico é um personagem central em uma obra épica. Em grandes obras épicas às vezes há vários personagens épicos principais.

### Personagens positivos e negativos
Dependendo de seu papel na realização da tarefa artística e estética do autor, os personagens literários são positivos e negativos, com todas as gradações possíveis entre esses dois extremos.